# Fattoria di Pian di Rocca
La fattoria di Pian di Rocca è uno storico complesso rurale situato a Pian di Rocca, nel comune di Castiglione della Pescaia, in provincia di Grosseto.

## Storia
Il complesso architettonico fu costruito alla fine del XVIII secolo nel cuore di un'area pianeggiante racchiusa a ovest e a sud dagli estremi lembi meridionali del promontorio di Punta Ala, a nord dai lembi collinari meridionali delle Bandite di Scarlino e a est dalle ultimi propaggini collinari occidentali del massiccio di Poggio Ballone. L'area, in cui sono stati peraltro rinvenuti reperti di epoca romana, era occupata da ambienti palustri fino alla bonifica portata avanti anche in questa zona dai Lorena. Le terre strappate alle paludi furono pertanto rese coltivabili, rendendosi così necessaria la costruzione di un complesso rurale di riferimento, a cui si aggiunse anche la cappella di Santa Rita, sorta originariamente come cappella gentilizia della fattoria.
Nel corso del XIX secolo il complesso architettonico venne notevolmente ampliato rispetto a quelle che erano le sue dimensioni originarie; ulteriori interventi di ristrutturazione furono effettuati agli inizi del XX secolo senza però compromettere gli elementi architettonici della fattoria.
Il complesso rurale di Pian di Rocca fu espropriato nel 1952, attraverso l'applicazione della legge sulla riforma agraria, alla proprietaria dell'epoca, la duchessa Cleofe Conversi Grazioli: nello stesso anno il territorio della tenuta venne appoderato e distribuito a vari assegnatari, che costituirono l'omonima cooperativa agricola.

## Descrizione
La fattoria di Pian di Rocca si presenta come un imponente complesso architettonico di tipo rurale, costituito da una serie di corpi di fabbrica che si dispongono attorno alla corte e si addossano tra loro in alcuni punti, lasciando una soluzione di continuità nell'area di accesso: ogni corpo di fabbrica è caratterizzato da una planimetria rettangolare. L'aspetto attuale è stato definitivamente conferito dai lavori di ristrutturazione di inizio Novecento.
Il complesso si articola su più livelli, con una serie di finestre quadrangolari che si aprono a intervalli regolari lungo le pareti, che presentano alcuni tratti rivestiti in pietra ed altri in intonaco.
La villa padronale occupa il lato orientale del complesso, presentando elementi stilistici più pregevoli, con strutture murarie esterne interamente rivestite in pietra. Il fabbricato, a pianta rettangolare, si articola su tre livelli, con un ampio portale ad arco che costituisce l'ingresso principale all'edificio abitativo, aprendosi lungo il lato dell'edificio rivolto verso la corte interna. Una serie di archi analoghi caratterizzano l'intero pian terreno ai lati del portale, riprendendone gli elementi stilistici nelle varie finestre che si aprono. Al primo livello superiore le finestre si presentano di forma rettangolare e di dimensioni maggiori rispetto a quelle che si aprono all'ultimo livello, che presentano forma quadrata. L'intero edificio culmina con una copertura a quattro spioventi rivestita da coppi in terracotta.
Gli altri corpi di fabbrica, che costituiscono gli annessi del complesso rurale in seguito trasformati anch'essi in edifici abitativi, si articolano generalmente su due livelli, presentando maggiori rifacimenti lungo le strutture murarie, ove al caratteristico rivestimento in pietra si aggiunge anche quello in intonaco.